# 1. Squash-Bundesliga
Die 1. Squash-Bundesliga ist die höchste Spielklasse im deutschen Squash. In diesem Wettbewerb wird seit der Saison 1979/80 der Deutsche Meister ermittelt.

## Aktueller Modus
Die Herren-Bundesliga setzt sich in der Saison 2023/24 aus 12 Mannschaften zusammen. Diese sind in zwei Staffeln eingeteilt: Nord und Süd. Ein automatischer Abstieg erfolgt lediglich dann für die beiden letztplatzierten Mannschaften, wenn die maximale Anzahl von zehn Mannschaften in der Liga vertreten ist. Daher gibt es derzeit keine Abstiegsplätze. Gäbe es diese, würden die betroffenen Mannschaften, gemäß ihrer Herkunft, in die jeweilige Regionalliga absteigen. Die Sieger und Zweitplatzierten der einzelnen Staffeln qualifizieren sich für die Playoffs. Die Sieger der beiden Halbfinals spielen im Finale den Titel des Deutschen Meisters aus. Ein Spiel um den dritten Platz findet nicht statt.
Bei den Damen wurde die Saison 2022/23 mit sechs Mannschaften ausgetragen, die in je zwei Dreiergruppen gegeneinander antraten mit anschließender K.-o.-Runde.

## Deutsche Meister
Zu den erfolgreichsten Vereinen bei den Herren gehören mit vier Titeln jeweils der OSC Ingolstadt und Boastars Kiel. Rekordmeister bei den Herren ist der Paderborner SC mit 18 Titeln. Auch bei den Damen ist der Paderborner SC der Rekordmeister, hier mit zehn Titeln.
| Jahr    | Herren                                           | Damen                                   |
| ------- | ------------------------------------------------ | --------------------------------------- |
| 1979/80 | 1. SRC Parsdorf                                  | Happyland SC                            |
| 1980/81 | CSC Krefeld                                      | RC Schenefeld                           |
| 1981/82 | SL Jenfeld                                       | RC Schenefeld (2)                       |
| 1982/83 | Hamburger SC                                     | RC Schenefeld (3)                       |
| 1983/84 | Hamburger SC (2)                                 | 1. SC Wuppertal                         |
| 1984/85 | RSC München                                      | 1. Ulmer SC                             |
| 1985/86 | RSC München (2)                                  | Bavaria SC München                      |
| 1986/87 | DHSRC Hamburg                                    | Bavaria SC München (2)                  |
| 1987/88 | DHSRC Hamburg (2)                                | SRC Sindelfingen                        |
| 1988/89 | RSC München (3)                                  | SRC Sindelfingen (2)                    |
| 1989/90 | SC Ludwigsburg                                   | SC Ratingen                             |
| 1990/91 | Boastars Kiel                                    | LST Bavaria München                     |
| 1991/92 | Boastars Kiel (2)                                | Landshuter SC                           |
| 1992/93 | Boastars Kiel (3)                                | Landshuter SC (2)                       |
| 1993/94 | OSC Ingolstadt                                   | Paderborner SC                          |
| 1994/95 | OSC Ingolstadt (2)                               | Paderborner SC (2)                      |
| 1995/96 | HSC Nürtingen                                    | Gütersloher SC                          |
| 1996/97 | HSC Nürtingen (2)                                | 1. SV Herford                           |
| 1997/98 | Boastars Kiel (4)                                | Gütersloher SC (2)                      |
| 1998/99 | Paderborner SC                                   | Gütersloher SC (3)                      |
| 1999/00 | OSC Ingolstadt (3)                               | Play Off Rackets Herford                |
| 2000/01 | OSC Ingolstadt (4)                               | Play Off Rackets Herford (2)            |
| 2001/02 | Paderborner SC (2)                               | Play Off Rackets Herford (3)            |
| 2002/03 | Paderborner SC (3)                               | Court-Wiesel Bonn/Mülheim               |
| 2003/04 | Court-Wiesel Bonn/Mülheim                        | Court-Wiesel Bonn/Mülheim (2)           |
| 2004/05 | Paderborner SC (4)                               | Court-Wiesel Bonn/Mülheim (3)           |
| 2005/06 | Squash Insel Stuttgart                           | 1. SC Bordesholm                        |
| 2006/07 | Paderborner SC (5)                               | 1. SC Bordesholm (2)                    |
| 2007/08 | Paderborner SC (6)                               | 1. SC Bordesholm (3)                    |
| 2008/09 | Paderborner SC (7)                               | Squash-Insel Taufkirchen                |
| 2009/10 | Paderborner SC (8)                               | Squash-Insel Taufkirchen (2)            |
| 2010/11 | Black & White RC Worms                           | Squash-Insel Taufkirchen (3)            |
| 2011/12 | Paderborner SC (9)                               | Squash-Insel Taufkirchen (4)            |
| 2012/13 | Black & White RC Worms (2)                       | nicht ausgespielt                       |
| 2013/14 | Paderborner SC (10)                              | 1. SC Würzburg                          |
| 2014/15 | Paderborner SC (11)                              | Paderborner SC (3)                      |
| 2015/16 | Paderborner SC (12)                              | Paderborner SC (4)                      |
| 2016/17 | Paderborner SC (13)                              | Paderborner SC (5)                      |
| 2017/18 | Paderborner SC (14)                              | Paderborner SC (6)                      |
| 2018/19 | Paderborner SC (15)                              | Paderborner SC (7)                      |
| 2019/20 | Paderborner SC (16) Black & White RC Worms (3) 1 | ausgefallen wegen der COVID-19-Pandemie |
| 2020/21 | Paderborner SC (17)                              | nicht ausgetragen                       |
| 2021/22 | Paderborner SC (18)                              | SC Monopol Frankfurt                    |
| 2022/23 | Black & White RC Worms (4)                       | Paderborner SC (8)                      |
| 2023/24 | Paderborner SC (19)                              | Paderborner SC (9)                      |
| 2024/25 | Sportwerk Hamburg                                | Paderborner SC (10)                     |

 1 Die Finalrunde wurde aufgrund der COVID-19-Pandemie nichr ausgetragen, die Erstplatzierten der Nord- und Südstaffel wurden zu gleichberechtigten Deutschen Meistern erklärt.